# Ribeirão das Neves
Ribeirão das Neves là một đô thị thuộc bang Minas Gerais, Brasil. Đô thị này có diện tích 154,18 km², dân số năm 2007 là 329112 người, mật độ 2094,8 người/km².